# Svartsjön (Hörnefors socken, Västerbotten, 705940-169846)
Svartsjön är en sjö i Umeå kommun i Västerbotten och ingår i Hörnån-Öreälvens kustområde. Sjön har en area på 0,174 kvadratkilometer och ligger 15,1 meter över havet.

## Delavrinningsområde
Svartsjön ingår i det delavrinningsområde (705868-169839) som SMHI kallar för Rinner mot Örefjärden. Medelhöjden är 16 meter över havet och ytan är 18,05 kvadratkilometer. Det finns inga avrinningsområden uppströms utan avrinningsområdet är högsta punkten. Avrinningsområdets utflöde mynnar i havet, utan att ha någon enskild mynningsplats. Avrinningsområdet består mestadels av skog (72 procent) och sankmarker (14 procent). Avrinningsområdet har 0,21 kvadratkilometer vattenytor vilket ger det en sjöprocent på 1,2 procent. Bebyggelsen i området täcker en yta av 0,54 kvadratkilometer eller 3 procent av avrinningsområdet.